# La víspera
La víspera es una película mexicana que sitúa al ingeniero Manuel Miranda a un día de tomar el puesto de secretario de Estado, fue dirigida por Alejandro Pelayo y se estrenó en 1982.

## Sinopsis
La víspera gira en torno al ingeniero Manuel Miranda y el proceso para su toma de posesión como secretario de Estado del nuevo presidente, que está a 24 horas de asumir el cargo.

## Reparto
- Ernesto Gómez Cruz - Ingeniero Manuel Miranda
- María Rojo - Margarita
- Alfredo Sevilla - Óscar Castelazo
- Ignacio Retes - Rubén Rocha
- Salvador Sánchez - Villegas
- Ana Ofelia Murguía - Irma

## Premios y reconocimientos

### Premio Ariel(1983)
| Categoría                   | Persona            | Resultado |
| --------------------------- | ------------------ | --------- |
| Mejor Actor                 | Ernesto Gómez Cruz | Ganador   |
| Mejor Actriz                | María Rojo         | Nominada  |
| Mejor Coactuación Masculina | Alfredo Sevilla    | Ganador   |
| Mejor Argumento Original    | Alejandro Pelayo   | Ganador   |
| Mejor Ópera Prima           | Alejandro Pelayo   | Ganador   |